# Andreas Palmeroth
Andreas Palmeroth, född 21 juni 1701 i Ödeshögs församling, Östergötlands län, död 25 oktober 1773 i Väderstads församling, Östergötlands län, var en svensk präst.

## Biografi
Andreas Palmeroth föddes 1701 på Munkaryd i Ödeshögs socken. Han var son till bonden Jon Andersson och Kerstin. Palmeroth blev 1722 student vid Lunds universitet och prästvigdes 2 december 1732. Han blev filosofie magister 1733. Palmeroth blev 1738 kyrkoherde i Orlunda församling och rektor i Vadstena. År 1756 blev han kyrkoherde i Väderstads församling. Palmeroth avled 1773 i Väderstads socken.

### Familj
Palmeroth gifte sig första gången 24 augusti 1738 med Hedvig Margareta Laurbecchius (1716–1767). Hon var dotter till lektorn Carl Laurbecchius i Linköping. De fick tillsammans barnen Margareta Christina Palmeroth (född 1739) som var gift med kyrkoherden Johan Abrahamsson Strandberg i Stens församling, Elisabet Palmeroth (född 1742) som var gift med auditören Emanuel Hedman, Maria Catharina Palmeroth (född 1743), som var gift med kyrkoherden Magnus Ryberg i Kristbergs församling, Ulrika Palmeroth (1745–1745) och Ulrika Palmeroth (född 1747). Palmeroth gifte sig andra gången 15 oktober 1767 med Christina Elisabet Wadman (1732–1776), som var dotter till auditören Per Gideon Wadman och Eva Maria Fahnehielm efter Palmeroths död omgift 16 april 1776 med kornetten Lars Grewell.